# Mireia Vidal-Conte
Mireia Vidal-Conte (Barcelona, 25 de gener de 1970) és poeta, crítica literària i traductora. És llicenciada en Ciències de la Informació (UAB) i en Teoria de la Literatura i Literatura Comparada (UB). Col·labora, eventualment, en les publicacions: Revista Caràcters, Llavor cultural, Núvol, Diari Ara i El Punt Avui.
Com a poeta, ha estat inclosa en les antologies: Mig segle de poesia catalana, de Vicenç Altaió i Josep M. Sala-Valldaura, El poder del cuerpo, de Meri Torras; Erato, bajo la piel del deseo, de Pura Salceda; Máscaras i reclams (Homenatge a la poeta Montserrat Abelló) i Trentaquattro poeti catalani per il XXI secolo (Raffaelli Editore). 
Els músics Eduard Iniesta, el Cor Sarabanda, la també poeta Mireia Calafell han musicat alguns dels seus poemes. Ha fet recitals arreu dels Països Catalans, Madrid, Praga, L'Habana, L'Alguer i és creadora de l'antologia-espectacle Com elles, una antologia de poesia del s. XX (editada el 2017 per Lleonard Muntaner).
Va ser editora, prologuista i curadora de l'obra del poeta Màrius Sampere: L'esfera insomne, Démens, Alien i la terra promesa, Descodificacions, Nadie y la luz.
Els seus poemes han estat traduïts al txec, l'italià, l'anglès, el romanès i el castellà. 

## Obra poètica
- Gestual, Lleida, Pagès ed., 2005.
- Pragari, Barcelona, ed. Columna, 2005.
- Anomena'm nom, Lleida, Pagès ed., 2007.
- Margarides de fons, Valls, Cossetània ed., 2008.
- Orlando natural, Barcelona, LaBreu ed., 2010.
- 5 cm (la cicatriu), Girona, CCG, 2013.
- Veces, Barcelona, Terrícola, 2015.
- Ouse, Barcelona, La Breu, 2016.
- Severa Rosa. Palma, Lleonard Muntaner, 2020.
- Com elles. Antologia de poetes del S. XX, Palma, Lleonard Muntaner ed., 2017 (Antologadora)
- Bèsties 13. Màrius Sampere, Barcelona, Edicions Poncianes, 2015. (Antologadora)

## Traduccions
- Brigitte Oleschinski, Corrent d'esperits, Lleida, Pagès, 2008. [Enllaç no actiu]
- Eugénia de VasconcellosLa Casa de la compassió, Girona, Curbet, 2012 Arxivat 2018-01-16 a Wayback Machine.
- Com Elles: Anne Carson, Teresa Rita Lopes, Ana Cristina César, Sophia de Mello Breyner Andresen.
- Matar l'àngel. Virginia Woolf. ed. Angle. 2019.
- L'habitació d'en Jacob. Virginia Woolf. Navona ed. 2023.
- Qué nombre. Felícia Fuster. ed. Godall. 2021.

## Premis literaris
- "Premi Serra d'Or 2017 de poesia", per Ouse.[2]
- "Premi Ciutat de Tarragona-Ramon Comas i Maduell", 2007, Margarides de fons
- "Premi Maria Mercè Marçal", 2007, Anomena'm nom
- "Premi Miquel de Palol", 2005, Pragari
- "Premi Recvll-Benet Ribas", 2005, Gestual